# Ożarów
Ożarów är en stad i Święty Krzyż vojvodskap i sydöstra Polen. Ożarów, som grundades år 1569, hade 4 709 invånare år 2014.